# Antoni Bronisław Stadnicki
Antoni Bronisław Stadnicki herbu Szreniawa bez Krzyża (ur. 5 lipca 1874 w Wielkiej Wsi, zm. 29 listopada 1906 w Kairze) – polski ziemianin, podróżnik, literat, dyplomata w służbie austro-węgierskiej.
Był synem Jana Stadnickiego i Bogumiły z domu Łubieńskiej. Miał rodzeństwo:
- Andrzeja (ok. 1872–1916)
- Bogumiłę (ok. 1872–1933)
- Marię Kunegundę (1876–1910, późniejszą Mańkowską)
- Bernarda (1879–1904), oficera armii belgijskiej
- Joannę Krystynę (1879–1923), późniejszą żonę Jana Stadnickiego (1879–1923), która odziedziczyła Wielką Wieś
- Jana Krzysztofa (ur. w 1881, zmarłego w dzieciństwie).

Nie założył rodziny.
Po ukończeniu studiów w Akademii Orientalnej w Wiedniu (1892–1897) rozpoczął służbę dyplomatyczną. Pracował kolejno: w Sarajewie (jako elew konsularny w latach 1897–1898), w Tangerze (gdzie otrzymał nominację na konsula), w Meksyku (w latach 1902–1903) i Kairze (jako chargé d’affaires od 1903 roku).
Był autorem wielu reportaży ze swoich podróży.
Został pochowany w grobowcu rodzinnym w Wojniczu. W tamtejszym kościele znajduje się poświęcone mu epitafium.